# Шульженко Федір Пилипович
Шульженко Федір Пилипович — (нар. 24 вересня 1949) — завідувач кафедри теорії та історії права Київського національного економічного університету імені Вадима Гетьмана, доктор політичних наук, професор, Заслужений працівник освіти України,  почесний член Союзу юристів України.

## Діяльність
Вищу юридичну освіту здобув у Національній академії внутрішніх справ України за спеціальністю "Правознавство". У 1971–1987 рр. працював в оперативних підрозділах системи Міністерства внутрішніх справ. Службу розпочав на посаді інспектора управління карного розшуку УВС м. Києва, очолював різні оперативні підрозділи в цьому управлінні, закінчив службу на посаді заступника начальника з оперативної роботи Головного управління внутрішніх справ в м. Києві. За період служби був нагороджений низкою медалей. Полковник внутрішньої служби, Заслужений працівник освіти України, почесний член Союзу юристів України. 
З 1987 р. по 1991 р. – на викладацькій роботі. Працював у Київському інституті Національної академії внутрішніх справ України. З 1992 р. по 1997 р. – доцентом, а потім професором кафедри загальноюридичних дисциплін у Київському інституті при Національній академії внутрішніх справ; з листопада 1997 р. – завідувачем відділу конституційного законодавства в Інституті законодавства Верховної Ради України, а з липня 1998 року – заступником директора з наукової роботи цього інституту та за сумісництвом завідувачем кафедри правознавства Київського національного економічного університету імені Вадима Гетьмана. З квітня 2000 р. перейшов на постійну роботу в КНЕУ на посаду завідувача кафедри правознавства (яка була згодом перейменована на кафедру теорії та історії права). В 1990 р. в Інституті філософії імені Г.С. Сковороди НАН України захистив кандидатську дисертацію (кандидат філософських наук), в якій досліджував особливості політико-правової свідомості працівників державних силових структур в умовах трансформаційних змін суспільства. У 2009 р. в Інституті політичних і етнонаціональних досліджень ім. І.Ф. Кураса НАН України захистив докторську дисертацію на тему: «Соціально-правова держава: сутність, проблеми політичної модернізації» (доктор політичних наук).
У 2007 р. Ф.П. Шульженко нагороджений відзнакою Міністерства освіти і науки України «За наукові досягнення».  Заступник голови Вченої ради університету, а також член спеціалізованої Вченої ради по захисту дисертацій на здобуття наукового ступеня кандидата юридичних наук.
Є автором більше ста двадцяти наукових та навчально-методичних праць, двох індивідуальних («Держава і право у суспільно-політичній думці України: основні етапи розвитку»; «Соціально-правова держава в Україні: проблеми становлення та модернізації») та співавтором двох колективних монографій («Теоретичні та практичні проблеми правового забезпечення соціально-економічного та політичного розвитку суспільства і держави»; «Корупція і національна безпека»).
Є автором та співавтором 12 підручників та навчальних посібників, двох коментарів до законів України. 2 підручники (1 одноособово) і 5 навчальних посібників, написаних Ф.П. Шульженком, мають гриф Міністерства освіти і науки України. Курс лекцій «Історія вчень про державу і право» рішенням Ради Спілки юристів України від 6 жовтня 1998 р. удостоєний другої премії як найкраще юридичне видання серед вітчизняних навчальних видань з різних дисциплін. Науково-практичний коментар Закону «Про місцеве самоврядування в Україні», співавтором якого був Ф.П. Шульженко, на ІІІ Всеукраїнському конкурсі на найкраще юридичне видання 1999–2000 р. удостоєний спеціальної премії Спілки юристів України. 
Викладає дисципліну «Теорія права», досліджує проблеми філософії права, правового забезпечення модернізаційних процесів громадянського суспільства та його інститутів. Окремі результати наукових досліджень викладені в низці публікацій, серед яких: «Деякі історико-філософські аспекти сутності права»; «Адміністративна реформа: деякі політичні та правові аспекти»; «Політична безпека України: питання впорядкування законодавства»; «Ідея соціально-правової держави та її втілення в нормах міжнародного права»; «Політико-правові проблеми формування соціальної держави в Україні»; «Громадянське суспільство і соціально-правова держава: характер взаємовідносин»; «Соціальна, правова держава в Україні: суспільний ідеал і реальність»; «Соціально-правова держава: поняття та функції»; «Суспільство перехідного типу: соціальна безпека та чинники загроз»; «Соціальна безпека перехідного суспільства в контексті глобалізації»; «Тенденції економічної злочинності і світові глобалізаційні процеси»; «Прокуратура в механізмі соціальної правової держави: реалії та перспективи»; «Соціальна правова держава: становлення ідеї у філософсько-правовій думці Західної Європи і США»; «Соціально-правова держава і економіка: проблеми взаємозв’язку»; «Філософсько-правові проблеми вдосконалення судової влади в сучасній Україні»; «Трансформація ідеї соціальної правової держави в теоретичних концепціях західної соціал-демократії»; «Проблеми взаємозв’язку парламенту і глави держави в контексті політичної модернізації»; «Основні етапи розвитку української політико-правової ідеології»; «Парламент у механізмі соціальної держави: проблеми вдосконалення юридичного статусу»; «Юридична освіта в Україні і Болонський процес: проблеми інтеграції»; «Суспільство і політична еліта України: держава розділена в собі»; «Еволюція англійського права: історико-правовий дискурс»; «Становлення ідеї демократичної, правової державності в політичному процесі англійського суспільства XVII століття», «Руській мір» в системі загроз регіональній та глобальній безпеці», «Руський мір»: сутність політико-правового концепту протистояння з ЄС і НАТО» та інші.
Кафедра теорії та історії права, яку він очолює, забезпечує викладання таких навчальних дисциплін: «Теорія права», «Загальна історія права», «Загальна історія держави і права», «Історія правових учень», «Правові системи сучасності», «Нормотворча діяльність», «Права людини: система та механізм забезпечення»; «Компаративна теорія права», «Методологія науково-правових досліджень», «Філософія права»; «Право», «Право (Правове регулювання туристичної діяльності)», «Нормотворча діяльність у публічному управлінні».